# کوریکی تادافوسا
کوریکی تادافوسا (به ژاپنی: 高力 忠房 Kōriki Tadafusa) (۱۵۸۴ – ۷ ژانویه، ۱۶۵۶) یک دایمیو در شوگون‌سالاری توکوگاوا در اوایل دوره ادو بود.